# 田村精肉店
株式会社田村精肉店（たむらせいにくてん）とは、北海道美幌町に本店を置く食肉店。

## 概要
一般的に「肉の田村」で知られている。肉の小売・卸売業として美幌町のほか札幌にも直営店を進出させている。

## 沿革
- 1927年8月 創業。
- 1965年8月25日 法人化し、商号を「有限会社田村精肉店」とする。
- 1998年3月 「肉の割烹　田村」開店。
- 2003年3月 商号を株式会社に変更し「株式会社田村精肉店」とする。札幌市に「肉の割烹 田村」進出。

## 本支店
- 本店 - 美幌町字大通北4丁目12番地
- 札幌支店 - 札幌市白石区菊水元町4条2丁目2番地12号
- 帯広営業所 - 帯広市西7条南5丁目3番地1

## 直営店
- 肉の割烹 田村 本店（美幌町）
- 肉の割烹 田村 別館「Aburitei」（美幌町）
- 肉の割烹 田村 菊水元町店（札幌市）
- 肉の割烹 田村 平岡店（札幌市）
- 肉の割烹 田村 大通ビッセ店（札幌市）